# Bloden Wedd
Bloden Wedd es un grupo musical chileno de power metal formado en 1993.

## Biografía
Bloden Wedd, cuyo significado es "Dioses del Amanecer" en la mitología celta gaélica, es la primera banda chilena que se dedicó a hacer power metal melódico; hecho que se confirma con una fecha, junio de 1993, cuando Dan Elbelman, actual voz y guitarra y el en ese entonces baterista Carlos Silva comenzaron a forjar este proyecto destinado a renacer este género musical en el país.
Posteriormente, ya en 1994 se unió a ellos el guitarrista Patota Atxondo, que aún continúa en las filas de Bloden-Wedd, quien a su vez, trajo al año siguiente al bajista y músico Ricardo Palma, quien había sido su compañero en dos bandas anteriores. El acople fue definitivo ya que Dan accedió a cantar también, con el objetivo de comenzar lo antes posible la grabación de un demo.Fue así como este demo titulado Demo 1, The Kid Warrior, que consistió de cuatro canciones, comenzó a grabarse a mediados de noviembre de 1995 en Estudios Hemisferio y Procor. Esta experiencia les valió la idea de realizar un video en cine del sencillo ‘Last Battle’, el cual fue programado en diversos canales de televisión tanto abierta como por cable; y que además, gracias a su calidad, fue elegido como el mejor video en la categoría metal en una premiación de parte del público de una conocida radioemisora.

### Times Go On (1998)
Ya con más oficio en la música y tras la partida de Carlos Silva, Bloden-Wedd junto con la incorporación de Max Acunya como nuevo baterista, decidió que era el momento oportuno para la grabación de su primer LP titulado Times Go On que también fue grabado en Estudios Hemisferio bajo el mismo equipo de producción. Este larga duración contó con ocho temas, entre ellos algunos que ya forman parte del oído metalero nacional, cuyos nombres son 'The Travel Begins (intro)'; 'Learning from a Beast'; 'P.O.R.K.S.'; 'Mohicans'; 'Skyland' (instrumental); 'Happy Time'; 'Bloden-Wedd (gods of Sunrise)' y 'Times Go On' que da nombre al disco.
La producción que salió al mercado en 1998 bajo 'Picoroco Records' tuvo una excelente acogida en el mercado nacional, sobre todo por la calidad de los temas, tanto en su composición como interpretación. Y esos motivos, además de la excelente performance en vivo de la banda, hecho que ha quedado demostrado en variadas y muchas actuaciones tanto en Santiago como en regiones, permitió que Bloden-Wedd comenzara a vislumbrar ya un futuro prometedor en la escena roquera nacional.

### Raging Planet (2001)
A finales de septiembre del 2001 aparece a la venta bajo Toxic Records, tanto en Chile como en el extranjero, el anunciado nuevo larga duración de la banda, titulado Raging Planet, disco del que ya se tenían muy buenas referencias musicales. Este disco, a diferencia de otras producciones, cuesta un poco adherirlo a la piel, sin embargo cuando el bicho te pica, es demasiado tarde y no hay vuelta atrás, pues la espectacular vocalización -limpia y clara- de su líder Daniel Elbelman deja de manifiesto que tiene una gran voz, los temas en general que ninguno queda exento de técnica y poder canalizado a través de buenos riffs, muy a lo power alemán que no desagrada. Las letras se notan mucho más enfocadas hacia la tierra y su naturaleza, al parecer con un mensaje ecológico y futurista, dejando de lado un poco el mito de caballeros, espadas y dragones.

### Eye Of Horus (2005)
Ya en el año 2005, con mayor madurez como banda, desarrollo musical y experiencia, presentan el disco titulado Eye Of Horus, tercer disco de Bloden Wedd, es ciento por ciento made in Chile y hay una distancia del tamaño de un océano, literalmente, entre grabar acá y hacerlo en Europa, donde están los padres del género y donde están los recursos suficientes para que los grupos queden satisfechos con los resultados. Es evidente, allá no se graba a la rápida en los estudios que, de por sí, son mejores, mientras que los músicos pueden concentrarse a full porque alguien les paga para tener el trabajo listo. Entrega un álbum que debiera ser del gusto de los seguidores de Power Metal moderno, con canciones interesantes y clichés manejados con muy buen gusto y repartidos con precisa y muy buena ejecución.

#### Actualidad
Se espera para mayo del 2011 el Lanzamiento de su esperado ep MADE OF STEEL, el cual contiene este tema, The Rising y dos temas inéditos. Actualmente Bloden Wedd se encuentra de lleno grabando su disco THE RISING, el cual supone un cambio fundamental en las composiciones de la banda, mostrando un power metal más maduro, directo y fuerte.
La alineación actual la componen Dab Elbelman en las voces y guitarras, J.J. Diéguez en guitarras, Pedro Aragón en bajo y Felipe Tapia en batería.

## Miembros

### Actuales
- Dan Elbelman (Voz)
- Sole Genua (Guitarras)
- Benji Lirock (Bajo)
- Alexandro Carreño(Batería)
- Gustavo Toledo (Guitarras)

### Anteriores
- Patota Atxondo (Guitarras)
- Rodrigo Campos (Guitarras)
- Leo Cortés (Bajo)
- F. Bull (Bajo)
- Ricardo Palma (Bajo)
- Carlos Silva (Batería)
- Max Acuña (Batería)

### En directo
- Manuel Valenzuela (Batería)

## Discografía

### Álbumes
- Times Go On (1998)
- Ranging Planet (2001)
- Eye Of Horus (2005)

### Sencillos
- DEMO I (1995)

### EP
- Made Of Steel (2011)